# Sphaerosacme
Sphaerosacme es un género de plantas fanerógamas perteneciente a la familia (Meliaceae), comprende 9 especies descritas y  pendientes de clasificar.

## Taxonomía
El género fue descrito por  Wall. ex M.J.Roemer y publicado en Monadelphiae Classis Dissertationes Decem 7: 359. 1789.  La especie tipo es: Sphaerosacme nepalensis M.Roem.

## Especies
- Sphaerosacme decandra (Wall.) T.D.Penn.
- Sphaerosacme fragrans Wall. ex Voigt
- Sphaerosacme laxa Wall.
- Sphaerosacme nepalensis M.Roem.
- Sphaerosacme paniculata Wall. ex Miq.
- Sphaerosacme polystachya Wall.
- Sphaerosacme rohituka Wall.
- Sphaerosacme spectabilis Royle
- Sphaerosacme spicata Wall.